# Peperomia congesta
Peperomia congesta är en pepparväxtart som beskrevs av Carl Sigismund Kunth. Peperomia congesta ingår i släktet peperomior, och familjen pepparväxter. Inga underarter finns listade i Catalogue of Life.